# United States Marshals Service
De United States Marshals Service (USMS) is een Amerikaanse federale politieorganisatie die valt onder het Amerikaanse ministerie van Justitie. De organisatie staat ten dienste van de federale rechtbanken en heeft tot doel federale voortvluchtigen op te sporen. Verder is de Service verantwoordelijk voor gevangenentransporten, beveiliging van de rechterlijke macht en de uitvoering van getuigebeschermingsprogramma's. De in 1789 opgerichte dienst is de oudste federale politiedienst.

## Geschiedenis
Op 24 september 1789 benoemde president George Washington de eerste dertien U.S. Marshals. Sindsdien hebben U.S. Marshals een verscheidenheid aan taken gehad: van volkstellingen, grensbewaking, handhaving van de drooglegging tot de bescherming van de president (tegenwoordig een taak van de Secret Service).
In de 19e eeuw speelden marshals een belangrijke rol in de ontwikkeling van het Amerikaans rechtssysteem. Bekende Deputy U.S. Marshals uit die tijd waren bijvoorbeeld Virgil Earp, Wyatt Earp en "Wild Bill" Hickok. 
In 1894 werden marshals ingezet om een staking van Pullman Palace Car Company (de Pullmanstaking) te beëindigen. In 1896 nam het Amerikaans Congres een wet aan die de aanstelling en betaling van U.S. Marshals regelde.

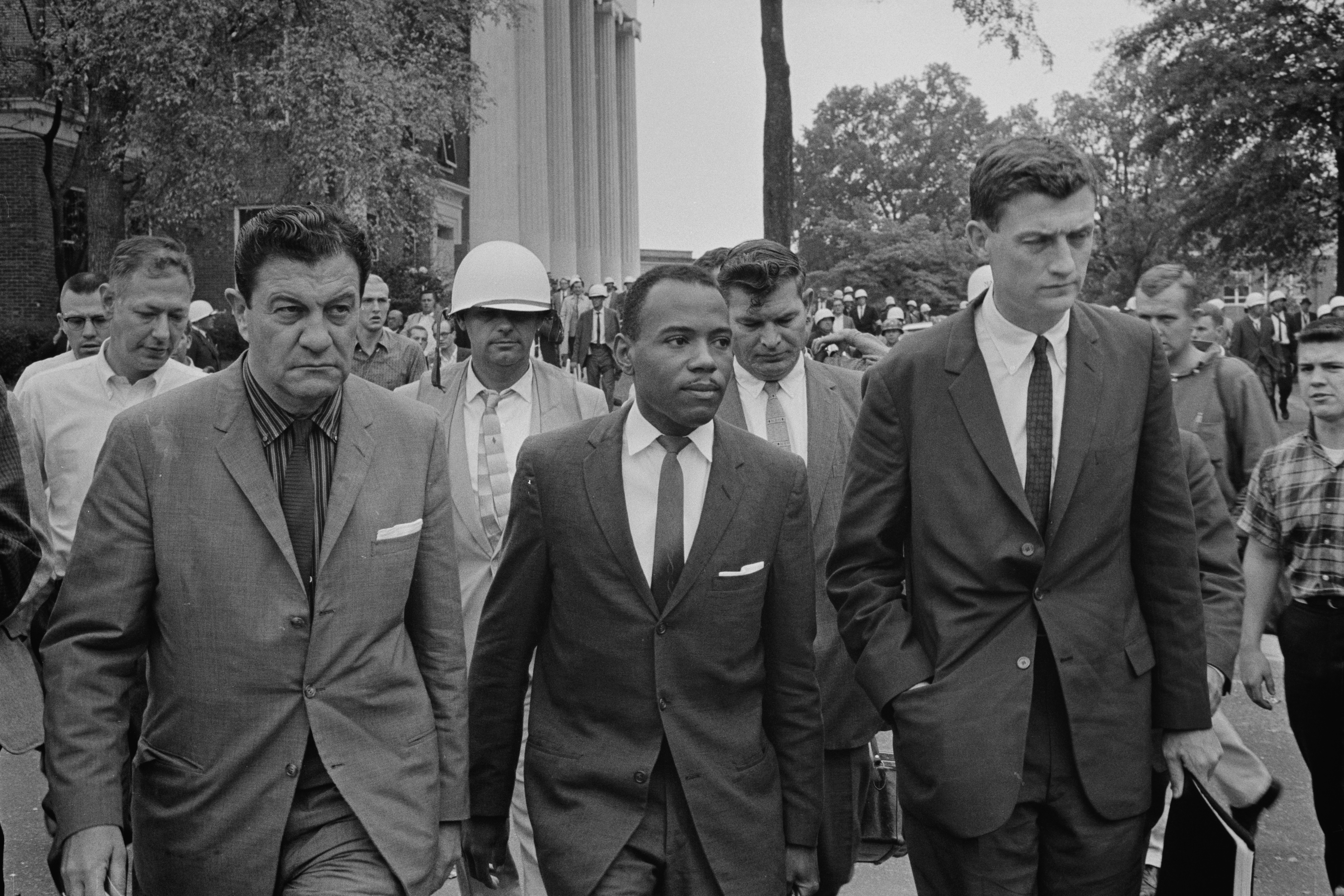
U.S. Marshals begeleiden James Meredith naar de universiteit (1962).

In de jaren 60 van de twintigste eeuw beveiligden marshals bedreigde burgerrechtenactivisten als de Afro-Amerikaanse studenten James Meredith, toen die zich wilde inschrijven bij de Universiteit van Mississippi. Bij de daaropvolgende rellen bij die universiteit kwamen twee mensen om het leven, 48 militairen en 30 U.S. Marshals raakten gewond.
In 1969 werd de United States Marshals Service als leidinggevende organisatie voor alle U.S. Marshals opgericht. In 1984 werd het Justice Prisoner and Alien Transportation System (JPATS) in werking gesteld om gevangenentransporten te organiseren en om illegale immigranten uit te zetten naar hun thuisland.

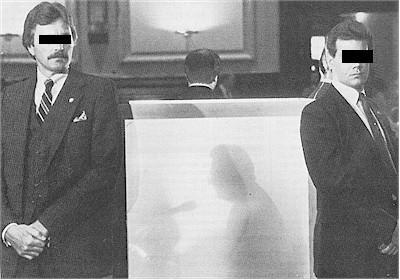
Twee U.S. Marshals beveiligen een getuige tijdens een rechtszaak.

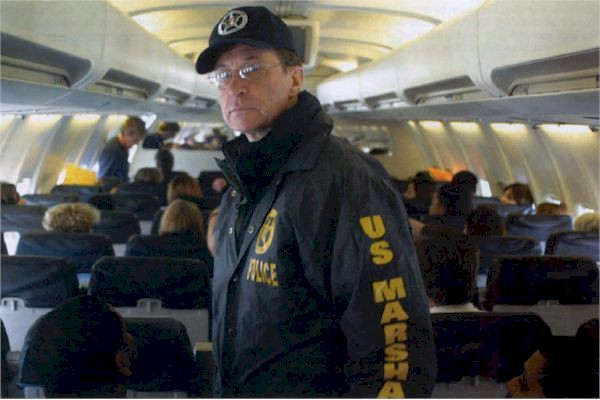
Een U.S. Marshal tijdens een gevangenenvlucht.

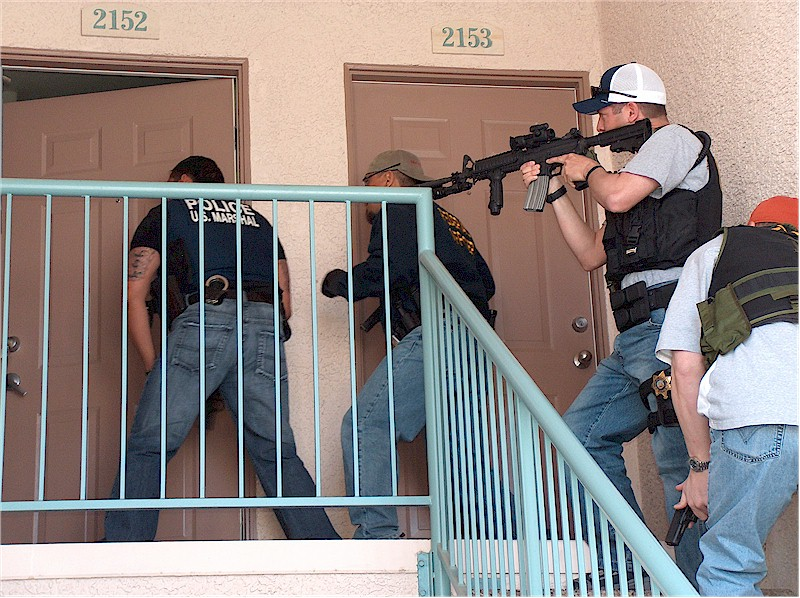
U.S. Marshals doen een inval.

## Taken
De huidige United States Marshals Service is verantwoordelijk voor de beveiliging van de rechterlijke macht, opsporing van federale voortvluchtigen, gevangentransporten en het beschermen van getuigen. In 2013 wist de U.S. Marshals Service 110.252 voortvluchtige criminelen op te pakken, 134.099 opsporingsbevelen af te handelen en 295.959 gevangenentransporten uit te voeren, waarvan 106.609 per vliegtuig. Sinds 1971 werden ongeveer 8500 federale getuigen en 9900 familieleden van getuigen beschermd.

## Organisatie
Het hoofdkantoor van de United States Marshals Service zetelt in Arlington County (Virginia), vlak bij Washington D.C.. De directeur, op dit moment Stacia Hylton, geeft leiding aan dit hoofdkantoor, dat onderzoeken landelijk coördineert en de districtsbureaus van ondersteuning voorziet.
De Verenigde Staten zijn onderverdeeld in 94 districten met hun eigen federale districtsrechtbank; minimaal één maar vaak meerdere districtsrechtbanken per staat. Een marshal geeft leiding aan een districtsbureau en is daartoe benoemd door de president en de Senaat. Hij wordt in zijn taken ondersteund door zoveel deputy marshals als nodig blijkt (3829 in totaal in 2014). De dertien hoven van beroep vallen onder de districten waar zij geografisch in liggen.
De United States Marshals Service moet niet verward worden met de onder het ministerie van Transport vallende Federal Air Marshal Service, die air marshals levert op risicovluchten.

## U.S. Marshals in fictie
Met enige regelmaat komen U.S. Marshals voor in speelfilms en televisieseries, onder andere in:
- Chase (2010-2011)
- The Highwayman (1988)
- Con Air (1997)
- Eraser (1998)
- The Fugitive (1993)
- Hang 'Em High (1968)
- Sons of Anarchy (2008)
- In Plain Sight (2008-2012)
- Justified (2010-2015)
- Shutter Island (2010)
- U.S. Marshals (1998)
- White Collar (2013)
- NCIS: Los Angeles (2013)
- The Following (2014)
- Castle (televisieserie) (2015)